# Международная конвенция о защите прав всех трудящихся-мигрантов и членов их семей

Зелёным и тёмно-зелёным отмечены страны, ратифицировавшие конвенцию или присоединившиеся к ней, жёлтым — подписавшие

Международная конвенция о защите прав всех трудящихся-мигрантов и членов их семей (англ. United Nations Convention on the Protection of the Rights of All Migrant Workers and Members of Their Families). Конвенция была разработана по инициативе ООН и принята резолюцией Генеральной Ассамблеи ООН № 45/158 от 18 декабря 1990 года. Вступила в силу 1 июля 2003 года. Является международным договором универсального характера, посвящённым правам конкретной группы населения, нуждающейся в защите: всех трудящихся-мигрантов и членов их семей. В сферу действия конвенции входит весь процесс миграции, включая подготовку к миграции, отъезд, транзит и весь период пребывания и занятия оплачиваемой трудовой деятельностью в государстве работы по найму, а также возвращение в государство происхождения или обычного места проживания.

## Цели конвенции
Основная цель принятия конвенции — защита прав всех трудящихся-мигрантов и членов их семей на международном уровне.
До принятия конвенции отдельные положения, регулирующие правовой статус трудящихся-мигрантов, содержались в основном в документах, выработанных в рамках Международной организации труда: в Конвенции о трудящихся-мигрантах (№ 97), в Конвенции о злоупотреблениях в области миграции и об обеспечении трудящимся-мигрантам равенства возможностей и обращения (№ 143), в Рекомендации о трудящихся-мигрантах (№ 86), в Рекомендации о трудящихся-мигрантах (№ 151), в Конвенции о принудительном или обязательном труде (№ 29) и Конвенции об упразднении принудительного труда (№ 105). Обобщив знания и опыт Международной организации труда, органов Организации Объединённых Наций (в частности, Комиссии по правам человека и Комиссии социального развития), Продовольственной и сельскохозяйственной организации Объединённых Наций, Организации Объединённых Наций по вопросам образования, науки и культуры, Всемирной организации здравоохранения, с учетом практики, выработанной государствами на региональной или двусторонней основе в отношении защиты прав трудящихся-мигрантов и членов их семей, специально созданная рабочая группа подготовила проект конвенции, которая была принята и открыта для подписания, ратификации и присоединения резолюцией 45/158 Генеральной Ассамблеи ООН от 18 декабря 1990 года.
Основная цель конвенции заключается в том, чтобы способствовать уважению прав человека трудящихся-мигрантов. К мигрантам следует относиться не только как к работникам, но и как к личностям. Конвенция не создаёт новых прав для мигрантов, но направлена на обеспечение равного обращения и равных условий труда для мигрантов и граждан принимающей страны. Конвенция опирается на основополагающее понятие о том, что всем мигрантам должна предоставляться защита определённого минимума их прав. Конвенция признает, что легальные мигранты должны обладать большим набором прав, чем нелегальные, однако в ней подчеркивается, что и в отношении нелегальных мигрантов должны соблюдаться основные права человека.
В то же время, конвенция предлагает принять меры по выявлению и недопущению незаконных или тайных переездов трудящихся-мигрантов и членов их семей, в частности, путём:
• борьбы против вводящей в заблуждение информации, а также подстрекательства людей к нелегальной миграции;
• применения санкций против лиц, групп или образований, которые занимаются организацией, осуществлением или оказанием помощи в организации нелегальной миграции, в том числе путём принятия мер к нанимателям нелегальных мигрантов.

## Ратификация и подписание
В соответствии со статьёй 87 Конвенция вступает в силу в первый день месяца по истечении трёх месяцев с даты сдачи на хранение двадцатого документа о ратификации или присоединении. Этот порог был достигнут 14 марта 2003 года, когда конвенцию ратифицировали Сальвадор и Гватемала. Конвенция вступила в силу 1 июля 2003 года.
По состоянию на декамбрь  2024 года конвенцию ратифицировало 60 государств; подписали, но не ратифицировали 13.

По сей день страны, которые ратифицировали Конвенцию, являются в большинстве своем странами происхождения мигрантов (как, например, Мексика, Марокко и Филиппины). Для этих стран Конвенция является важным инструментом для защиты своих граждан, живущих за рубежом. К примеру, Филиппины ратифицировали Конвенцию после того, как имели место несколько случаев жестокого обращения с филиппинскими рабочими за рубежом. Вместе с тем, многие ратифицировавшие страны являются также странами транзита и назначения.
Ни одна из стран, которые являются крупными реципиентами иностранной рабочей силы, так и не подписала и не ратифицировала Конвенцию.

## Содержание конвенции
Конвенция состоит из преамбулы и 9 частей, разделённых на 93 статьи .
В первой части очерчена сфера применения Конвенции и даны определения основных понятий.
Вторая часть раскрывает содержание требования о недискриминации в отношении прав трудящихся-мигрантов.
В третьей—пятой частях Конвенции излагаются, во-первых, права всех трудящихся-мигрантов и членов их семей, независимо от их статуса мигрантов, и, во-вторых, дополнительные права трудящихся-мигрантов и членов их семей, имеющих документы. При определении гражданских и политических прав трудящихся-мигрантов Конвенция весьма строго следует формулировкам Международного пакта о гражданских и политических правах. В некоторых статьях права излагаются в несколько иной формулировке с учетом особого положения трудящихся-мигрантов; это, например, относится к правам, связанным с уведомлением консульских учреждений при аресте, и конкретным положениям, касающимся нарушений миграционного законодательства и уничтожения удостоверений личности, а также запрещения коллективной высылки. Кроме того, в отношении трудящихся-мигрантов непосредственно оговорено право на владение имуществом, которое первоначально было провозглашено в Декларации, но не содержится в Международном пакте о гражданских и политических правах.
В шестой части Конвенции идёт речь о содействии государств созданию нормальных, справедливых, гуманных и законных условий в отношении международной миграции трудящихся и членов их семей.
В седьмой части предусматривается создание Комитета по защите прав всех трудящихся-мигрантов и членов их семей, для контроля за соблюдением положений Конвенции.
Восьмая и девятая части содержат сведения о применении Конвенции, общие и заключительные положения.
Конвенция определяет экономические, социальные и культурные права трудящихся-мигрантов с учетом их конкретного положения. Так, например, установлено, что трудящимся-мигрантам должна предоставляться как минимум неотложная медицинская помощь, причем в той же мере, в какой она предоставлялась бы гражданину, а дети трудящихся-мигрантов имеют основное право доступа к образованию независимо от их юридического статуса. Дополнительные права предусмотрены в отношении трудящихся, имеющих надлежащие документы, а также таких особых категорий трудящихся-мигрантов, как приграничные трудящиеся, сезонные трудящиеся, трудящиеся, работа которых связана с переездами, и трудящиеся на проекте.

## Комитет по защите прав всех трудящихся-мигрантов и членов их семей
Комитет по защите прав всех трудящихся-мигрантов и членов их семей, созданный для наблюдения за осуществлением положений конвенции государствами-участниками.
Комитет состоит из четырнадцати экспертов, которые должны обладать высокими моральными качествами, беспристрастностью и признанной компетентностью в области, охватываемой конвенцией.
Комитет рассматривает доклады государств — участников конвенции по вопросам соблюдения её положений. В соответствии со статьей 73 государства — участники Конвенции должны представить первоначальный доклад о принятых ими мерах по закреплению признанных в Конвенции прав и о прогрессе, достигнутом в осуществлении этих прав, в течение одного года после вступления Конвенции в силу для соответствующего государства — участника, а затем — через каждые пять лет.
Статья 77 предусматривает для комитета право рассматривать жалобы лиц, находящихся под юрисдикцией согласившихся на рассмотрение индивидуальных жалоб стран-участниц, на нарушения странами их прав, закреплённых в конвенции, однако вступление в силу этой статьи увязано с согласием 10 стран на рассмотрение жалоб. На ноябрь 2020 года соответствующее заявление сделали лишь Гватемала, Мексика, Сальвадор, Уругвай и Эквадор.

## Международный день мигранта
Генеральная Ассамблея ООН, воодушевленная растущей заинтересованностью международного сообщества в эффективной и всесторонней защите прав человека всех трудящихся-мигрантов, постановила провозгласить 18 декабря — день принятия Конвенции — Международным днем мигранта, подчеркнув этим потребность в дальнейших усилиях по обеспечению уважения прав человека и основных свобод всех мигрантов.

## Внешние ссылки
- Полный текст конвенции
- Доклад Генерального секретаря ООН на 60 сессии Генеральной Ассамблеи по пункту 54 (c) повестки дня «Глобализация и взаимозависимость: международная миграция и развитие». Июнь 2006.
- Информация о конвенции на сайте Управления Верховного комиссара по правам человека (англ.) (фр.) (исп.)
- Комитет по трудящимся мигрантам (контролирует соблюдение конвенции) (англ.)
- Публикация Управления Верховного комиссара по правам человека «Права человека: изложение фактов» № 24 под названием «Права трудящихся-мигрантов» (англ.)
- Международная организация по защите прав мигрантов (англ.)
- Трудящиеся-мигранты на сайте Международной организации труда (англ.)
- Организация December 18 (англ.)